# Noah Strømsted
Noah Strømsted (Kopenhagen, 29 juli 2007) is een Deens autocoureur. Sinds 2025 maakt hij deel uit van het Mercedes Junior Team, het opleidingsprogramma van het Formule 1-team van Mercedes.

## Carrière

### Formule 4
Strømsted maakte in 2021 zijn debuut in het formuleracing in het Deens Formule 4-kampioenschap bij het team FSP Racing. Hij miste de eerste twee raceweekenden omdat hij nog niet de minimumleeftijd van veertien jaar had bereikt. In de resterende vier weekenden won hij negen van de twaalf races en stond hij daarnaast nog een keer op het podium. Met 243 punten werd hij achter Mads Hoe tweede in de eindstand.
In 2022 stapte Strømsted over naar het Spaans Formule 4-kampioenschap, maar moest hij opnieuw wachten tot hij de minimumleeftijd van vijftien jaar had bereikt voordat hij aan de races deel kon nemen. Hij kwam uit als gastcoureur in de laatste twee raceweekenden voor Campos Racing op het Circuito de Navarra en het Circuit de Barcelona-Catalunya. Twee vijfde plaatsen waren hierin zijn beste race-uitslagen.
In 2023 begon Strømsted het seizoen in het Formule 4-kampioenschap van de Verenigde Arabische Emiraten, waarin hij voor PHM Racing reed. Hij behaalde een podiumplaats op het Dubai Autodrome en werd met 55 punten negende in het klassement. Vervolgens reed hij een volledig seizoen in de Spaanse Formule 4 bij Campos. Hij eindigde driemaal op het podium: een keer op het Motorland Aragón en twee keer op Navarra. Met 135 punten werd hij zevende in het kampioenschap.

### Formule Regional
Eind 2023 debuteerde Strømsted in het Formula Regional European Championship (FREC) bij het team RPM als gastcoureur in de weekenden op het Autodromo Nazionale Monza en de Hockenheimring Baden-Württemberg. Een zesde plaats op Monza was zijn beste race-uitslag, waarin hij ook de beste rookie was.
In 2024 begon Strømsted het jaar in het Formula Regional Middle East Championship bij Saintéloc Racing, waarin hij in het weekend op Dubai optrad als vervanger van Pedro Clerot. Twee zestiende plaatsen waren hierin zijn beste race-uitslagen. Vervolgens reed hij een volledig seizoen in het FREC bij RPM. Hij behaalde podiumfinishes op het Circuit de Spa-Francorchamps, het Circuit Paul Ricard, het Autodromo Internazionale Enzo e Dino Ferrari en de Red Bull Ring. Met 121 punten werd hij zesde in het eindklassement en won zodoende ook het rookiekampioenschap.

### Formule 3
In 2024 maakte Strømsted zijn debuut in het FIA Formule 3-kampioenschap bij Campos op het Autodromo Nazionale Monza als vervanger van Oliver Goethe, die dat weekend was overgestapt naar de Formule 2 om bij MP Motorsport de naar de Formule 1 vertrokken Franco Colapinto te vervangen. In de eerste race werd hij zeventiende, maar in de tweede race moest hij kort voor de finish opgeven.
In 2025 rijdt Strømsted zijn eerste volledige seizoen in de Formule 3 bij Trident. Ook trad hij toe tot het Mercedes Junior Team, het opleidingsprogramma van het Formule 1-team van Mercedes.